# Девите от Хирошима
Девите от Хирошима са група от 25 японски жени, които по време на атомната бомбардировка над Хирошима на 6 август 1945 г. са били млади жени и са били силно обезобразени поради интензивната светлина, причинена от бомбата. По-късно, през 1955 г., момичетата заминават за Съединените американски щати под внимателното наблюдение на медиите, за да се подложат на серия от реконструктивни операции.
Лицата на момичетата развиват изпъкнали келоиди след изгарянията и много от раните по ръцете им ги карат да придобият форма на „нокти“ с неестествена извивка. Тези жени, както и всички оцелели, претърпели последствията от атомната бомба, се наричат хибакуша (被爆者), „тези, които са били засегнати от бомбардировката“).

## Произход
Филм от Стратегическото бомбардировъчно проучване на Съединените щати, документиращ изгарянията на оцелелите от Хирошима поради светкавицата на бомбата
През 1951 г. една от оцелелите от бомбата в Хирошима, Шигеко Ниимото, претърпява няколко операции в Япония, за да се опита да излекува белезите по лицето си, но без успех. На религиозно събрание преподобният Кийоши Танимото я поканил на среща с други хора, засегнати от бомбата. Ниимото по-късно предлага на преподобния идеята за формиране на група за подкрепа на други момичета, страдащи от същите проблеми, които Ниимото знае; срещите се провеждат в собствената църква на преподобния. Жените, които участват в групата за подкрепа, споделят подобни преживявания: след войната родителите им започват да ги крият от погледа на другите, хората ги зяпат, когато излизат навън, имат трудности при намирането на работа и са отхвърлени като потенциални съпруги от страх, че тяхното генетично наследство е увредено. Тъй като преподобният е придобил известна слава в Съединените щати, след като е бил обект на популярна книга от 1946 г. на журналиста Джон Хърси, озаглавена „Хирошима“, Танимото създава заедно с американски журналисти благотворителна фондация за подпомагане на жертвите от Хирошима и „изследване на пътищата на мира ". Тогава е основана „Фондация Център за мир в Хирошима“ благодарение на сътрудничеството на Танимото, Хърси, Пърл С. Бък, Норман Казънс и преподобния Марвин Грийн.
Една от целите на фондацията е да се справи с групата обезобразени жени, които Танимото нарич „Обществото на келоидните момичета“. Благодарение на помощта на журналиста Шизуе Масуги, Танимото по-късно успява да събере средства, за да осигури пластична хирургия за своята група. Вестниците започват да наричат жените „genbaku otome“ („девственици на атомната бомба“) и до 1952 г. около двадесет от тях са били оперирани в Токио и Осака. Пластичната хирургия в Япония не е толкова напреднала, колкото в Съединените щати, така че Танимото се опита да намери начин да доведе жените в Америка . Научавайки за усилията на преподобния, американският журналист Норман Казънс, работещ за Saturday Review, решава да помогне на Танимото. Двама лекари от еврейската болница Маунт Синай в Ню Йорк, Уилям Максуел Хитциг и Артър Барски, са намерени и им е предложено да наблюдават операциите и на 5 май 1955 г. група от 25 жени (всички под тридесет, някои в тийнейджърска възраст) тръгват в пътуване до Съединените щати, за да се подложи на серия от реконструктивни операции. Името „девиците от Хирошима“ им е дадено при пристигането им в болницата Маунт Синай. Голямото медийно отразяване на събитието се дължи главно на Норман Казънс, отявлен поддръжник на ядреното разоръжаване.

## Медийно отразяване на Запад
При пристигането си в Съединените щати Танимото е гост в телевизионната програма This Is Your Life на 11 май 1955 г. По време на програмата поредица от гости описват пред публиката в студиото някои от най-значимите моменти от живота на Танимото; сред тях са две от девиците от Хирошима (с покрити лица) и капитан Робърт Алвин Луис, втори пилот на Енола Гей, самолетът, който хвърля бомбата „Малчуганът“ върху Хирошима.
Общо по време на осемнадесетмесечния престой на групата в САЩ са извършени 138 операции на 25-те жени. През този период жените живеят с група приемни родители, които са част от движението на квакерите. Хироко Тасака, която може да бъде чута в последващото предаване на CBC, е известна като „шампионката на хирургията“, след като се подлага на най-много операции (13) от всички останали жени в групата. Една от девиците, Томоко Накабаяши, умира от сърдечен арест, докато се подлага на реконструктивна операция на 24 май 1956 г.; лекарите обявяват, че причината е поредица от усложнения и грешки по време на операцията, а не ефектите от радиацията.